# Rosaria Yusfin Pungkasari
Rosaria Yusfin Pungkasari (* 22. Juli 1987 in Temanggung) ist eine indonesische Badmintonspielerin. 

## Karriere
Rosaria Yusfin Pungkasari stand im Viertelfinale der Malaysia International 2004, Romania International 2007, Finnish International 2007, Surabaya International 2007, Bitburger Open 2008, Vietnam Open 2008, Dutch Open 2008 und Singapore International 2009. Ins Halbfinale schaffte sie es bei den Indonesia International 2009. 2010 gewann sie diese Veranstaltung. Finalistin war sie bei den Bulgaria Open 2008 und Auckland International 2009.